# MaNga
A maNga aranylemezes török együttes, akik zenei stílusukat tekintve nu metal alapokon nyugvó, [[hip hop]]pal, rappel és anatóliai dallamokkal kevert rockzenét játszanak. 2009-ben elnyerték az MTV Europe Music Awards Európa kedvence-díját. 2010-ben ők képviselték Törökországot az Eurovíziós Dalfesztiválon a We Could Be The Same című dallal és 170 ponttal a második helyen végeztek.

## Történet
A maNga együttes 2002-ben alakult Törökországban, egy ankarai bárból indultak útjukra, majd a Sing Your Song zenei fesztiválon második helyezést értek el. Az együttes a nevét a japán manga képregényekről kapta. Kezdetben úgynevezett „cover” dalokat adtak elő, azaz külföldi rock együttesek dalait, de minden álmuk az volt, hogy saját albumot készíthessenek, saját dalokkal.
Az álom 2004-ben vált valóra, a Sony Music Turkey és a GRGDN producere, Haluk Kurosman jóvoltából. A maNga című album rögtön a fiatalok kedvencévé vált, az együttest gyakran hívják zenei fesztiválokra fellépni. Olyan neves török előadókkal dolgoztak már együtt, mint Koray Candemir, a Kargo együttes frontembere, vagy a népszerű énekesnő Göksel. A dalok nagy részét az együttes tagjai maguk szerezték. 2006 nyarán az időközben aranylemezzé nemesült albumot újra kiadták, két új dallal kiegészítve maNga+ néven.
Az együttes Göksellel készült Dursun Zaman című duettje 2006-ban a Sınav című nagy sikerű film egyik betétdala volt. A filmet több, mint egymillióan látták, egyik szereplője pedig Jean-Claude Van Damme.) Ugyanebben az évben Bir kadın çizeceksin című daluk felkerült a 2006-os FIFA videójáték zenei listájára.
A maNga 2006. augusztus 13-án fellépett a Sziget Fesztiválon a WAN2 színpadon.
Az együttes 2008. április 13-án a londoni Wembley Stadionban Tarkannal adott volna koncertet, de technikai okok miatt a fellépésre nem került sor.
A maNga második stúdióalbuma, Şehr-i Hüzün (A bánat városa) címmel 2009. április 19-én jelent meg a Sony Music gondozásában, melyről az első klipet a Dünyanın sonuna doğmuşum (A világvégére születtem) című dalhoz forgatták.
2010 januárjában a TRT bejelentette, hogy az együttes fogja képviselni Törökországot a 2010-es Eurovíziós Dalfesztiválon. A szereplés sikeresen zárult, a dalverseny döntőjében 170 pontot gyűjtve Németország indulója mögött második helyezést értek el, a 2003-as győzelem óta a legjobb török eredményt megszerezve.

## Tagok

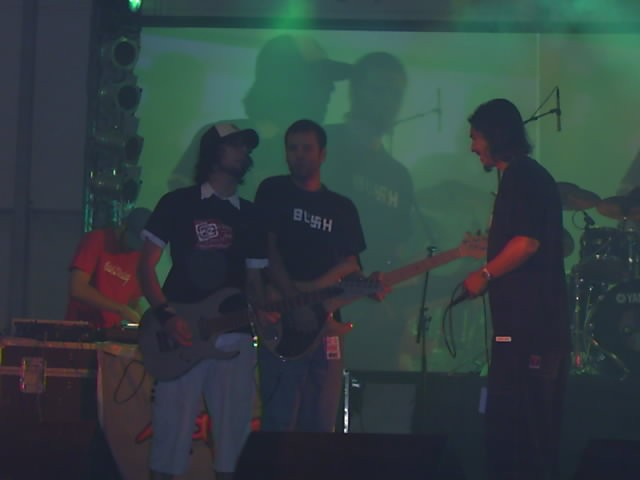
maNga a Sziget fesztivál WAN2 színpadán, 2006. augusztus 13.

Az együttes tagjai:

### Ferman
- Teljes neve: Ferman Akgül
- Hangszere: vokál
- Születési ideje: 1979. december 25.

Ferman 1979. december 25-én, Ankara városában látta meg a napvilágot. Építészként végzett a Gazi Egyetemen. Zenei karrierjét gitárral kezdte, és több zenekar énekese is volt már. 2002-ben csatlakozott a maNga -hoz.

### Yamyam
- Teljes neve: Yağmur Sarıgül
- Hangszere: Elektromos gitár

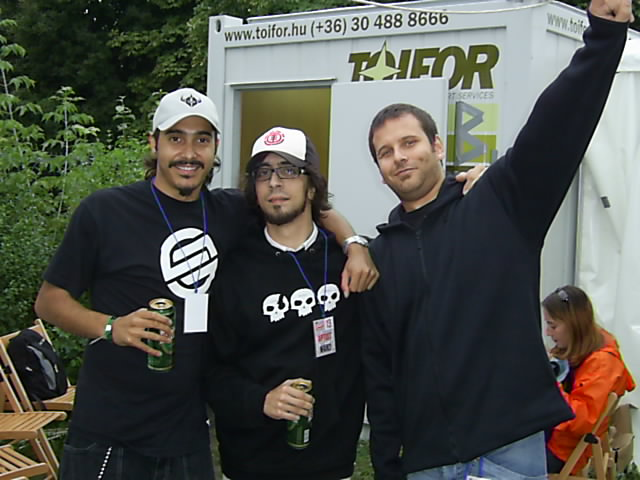
Ferman Akgül, Yağmur Sarıgül és Cem Bahtiyar a Sziget WAN2 színpadának backstage-ében; 2006

- Születési ideje: 1979. augusztus 26.

Antalyában született, általános iskolás kora óta zenével foglalkozik, tanult zongorázni és hegedülni is. Járt a Haccetepe Konzervatóriumba és elvégezte az ankarai Anatóliai Szépművészeti Középiskola gitár szakát. Jelenleg a Gazi Egyetem gitár szakára jár. A "Sing Your Song" versenyen elnyerte a "Legjobb Zenész" díját. Ő írta az együttes legtöbb dalát. Yağmur héthúros elektromos gitárokat használ, egy Ibanez K7 és egy Washburn típusút.

### Cem
- Teljes neve: Cem Bahtiyar
- Hangszere: Basszusgitár (Yamaha TRB-5)
- Születési ideje: 1979. január 18.

Denizli városában született. A középiskolában kezdett klasszikus gitár leckéket venni, majd a Denizli Konzervatórium elvégzése után a Bilkent Egyetem hallgatója lett. Jelenleg a maNga mellett Göksel-lel is dolgozik.

### Efe
- Teljes neve : Efe Yılmaz
- Hangszere : TurnTable

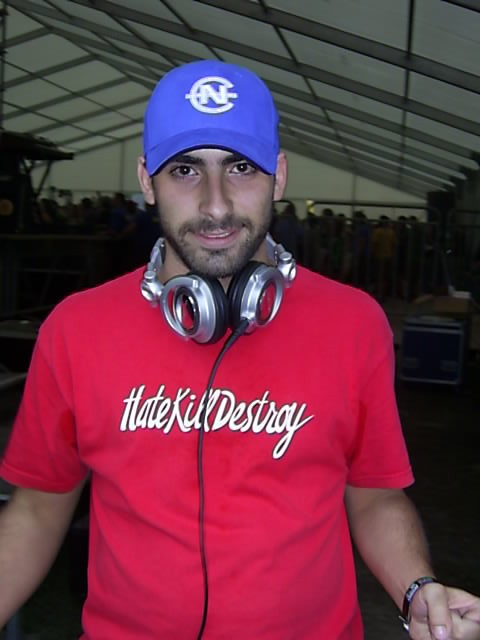
Efe Yılmaz a Sziget fesztivál WAN2 színpadánál; 2006

- Születési ideje : 1979. október 3.

Ankarában született. Korán elkezdett remixeket készíteni, lakásában felállított saját DJ berendezésével. Az amerikai University of South Florida egyetemen számítástechnikát tanult, majd az Anatóliai Egyetem Business Administration szakos hallgatója volt. 2013 februárjában kilépett az együttesből.

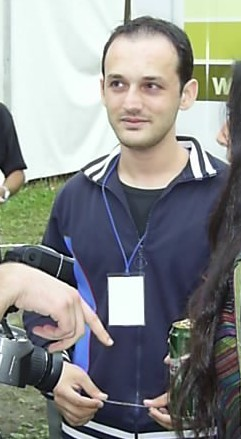
Özgür Can Öney (középen); Sziget backstage; 2006.

### Özgür
- Teljes neve: Özgür Can Öney
- Hangszere: Dobok (Pearl elx, Turkish Ziller)
- Születési ideje: 1980. július 21.

Ankarában született. Az Ankarai Egyetem Természettudományi Karának Asztronómia szakán tanul, egyidőben végzi az Anatóliai Egyetem Business Administration szakát is. Zeneszerzőként is megállja a helyét, több színházi darab zenéje fűződik a nevéhez.

### SPA
Az együttes kezdeti kabalája, mely első lemezük minden videóklipjében feltűnik, képregény formájában. Megalkotója Kaan Demirçelik török rajzművész.

## Diszkográfia

### Albumok
- maNga (Sony Music/GRGDN) (2004)
- maNga+ (Sony Music/GRGDN) (2006)
- Şehr-i Hüzün (Sony Music/GRGDN) (2009)
- e-akustik (PASAJ/GRGDN) (2012)
- Işıkları Söndürseler Bile (Poll Production) (2014)

### Kislemezek
- We Could Be The Same (2010)
- Fly To Stay Alive (2010)
- maNga X (2018)
- Süper Güçlerimiz Var (2019)
- Zor (2020)

### Közreműködések
- Cem Karaca: Mutalaka Yavrum (2005)
- Sınav Soundtrack: Dursun Zaman (2006)

### Filmzene
- Yine Yeni Yeniden Sev (2014)
- Kendi Yolundan Şaşma (2015)

## Fesztiválok
A maNga eddig az alábbi nagyobb fesztiválokon lépett fel:
- 7. ODTÜ Rock Festival, 2002, Törökország
- Avrupa Genclik Festivali, 2002, Törökország
- Tuborg Rock Festival, 2004, Törökország
- RockIstanbul, 2004, Törökország
- Ereğli Festivali, 2005, Törökország
- Rock'n Coke, 2005, Törökország
- Rock 'N Live, 2005, Törökország
- Ankara Saklifest, 2006, Törökország
- Ankirockfest, 2006, Törökország
- Rokofest (több állomásos), 2006, Törökország
- Sziget Fesztivál, 2006, Magyarország
- Patlican, 2007, Törökország
- Turkish Rock Festival, 2008, Mannheim, Németország
- Rock'n Coke, 2009, Törökország
- Bilkent Üniversitesi MayFest 2010, Törökország
- Uludağ Üniversitesi Bahar Şenlikleri, 2010, Törökország
- AİBÜ, Bahar Şenlikleri 2010, Törökország
- Fanta Gençlik Festivali 2011, Törökország
- Fatih Dershaneleri Bahar Şenliği 2012, Törökország
- TED Ankara Koleji Geleneksel Kuru Fasulye Günü 2012,Törökország
- İstanbul Aydın Üniversitesi Bahar Şenlikleri 2012, Törökország
- ODTÜ Koleji 2012-2013 Eğitim Öğretim Yılı Açılış Konseri, 2012 Törökország
- Gordion Gençlik Festivali İmza Günü ve Söyleşi, 2012, Ankara, Törökország
- Gediz Üniversitesi Gediz Fest'13, İzmir, Törökország
- Rock'n Coke, 2013, Törökország
- MNAFEST, 2014, Isztambul, Törökország
- VefaFest'14, 2014, Isztambul, Törökország
- Çankaya Belediyesi Anıtpark, 2015, Ankara, Törökország

## Díjak, kitüntetések
- 2005: POPSAV Ödülleri[13]
  - Legjobb rockegyüttes
  - Legjobb videó
- 2005: Hürriyet Altin Kelebek Ödülleri (Aranylepke Díj)[14]
  - Legjobb új együttes
- 2006: MÜYAP Ödülleri[15]
  - Aranylemez
- 2009: MTV Türkiye
  - Legjobb török előadó[16]
- 2009: MTV EMA
  - Europe's Favourite
- 2009: 13. İstanbul FM Altın Ödülleri
  - legjobb együttes
- 2010: 16. Kral Müzik Ödülleri[17]
  - legjobb együttes
- 2010-es Eurovíziós Dalfesztivál
  - 2. helyezés (We Could Be The Same)
- 2011: Balkan Music Awards[18]
  - legjobb együttes
- 2015: 12. Radyo Boğaziçi Müzik Ödülleri[19]
  - legjobb együttes